# فكتور شتيرن
فكتور شتيرن (بالألمانية: Victor Stern)‏ (و. 1885 – 1958 م) هو كاتب، وفيلسوف، وأستاذ جامعي، وصحفي، وسياسي من الإمبراطورية النمساوية المجرية، وتشيكوسلوفاكيا، والاتحاد السوفيتي، وألمانيا الشرقية، كان عضوًا في الحزب الشيوعي النمساوي، وكان عضوًا في الحزب الديمقراطي الاجتماعي النمساوي، وكان عضوًا في الحزب الشيوعي التشيكوسلوفاكي، توفي في بوتسدام، عن عمر يناهز 73 عاماً.

## مناصب
تولى منصب عضو البرلمان
.

## التعليم
تعلم في جامعة فيينا
.

## جوائز
حصل على جوائز منها:
- وسام الاستحقاق الوطني الفضي
- وسام الراية الحمراء
- وسام النجمة الحمراء